# Colonia el Pixquay
Colonia el Pixquay, även Colonia el Carmen, är en ort i Mexiko, tillhörande kommunen Apaxco i den nordvästra delen av delstaten Mexiko, i den centrala delen av landet. Orten hade 539 invånare vid folkräkningen 2010.